# Història de Cambodja

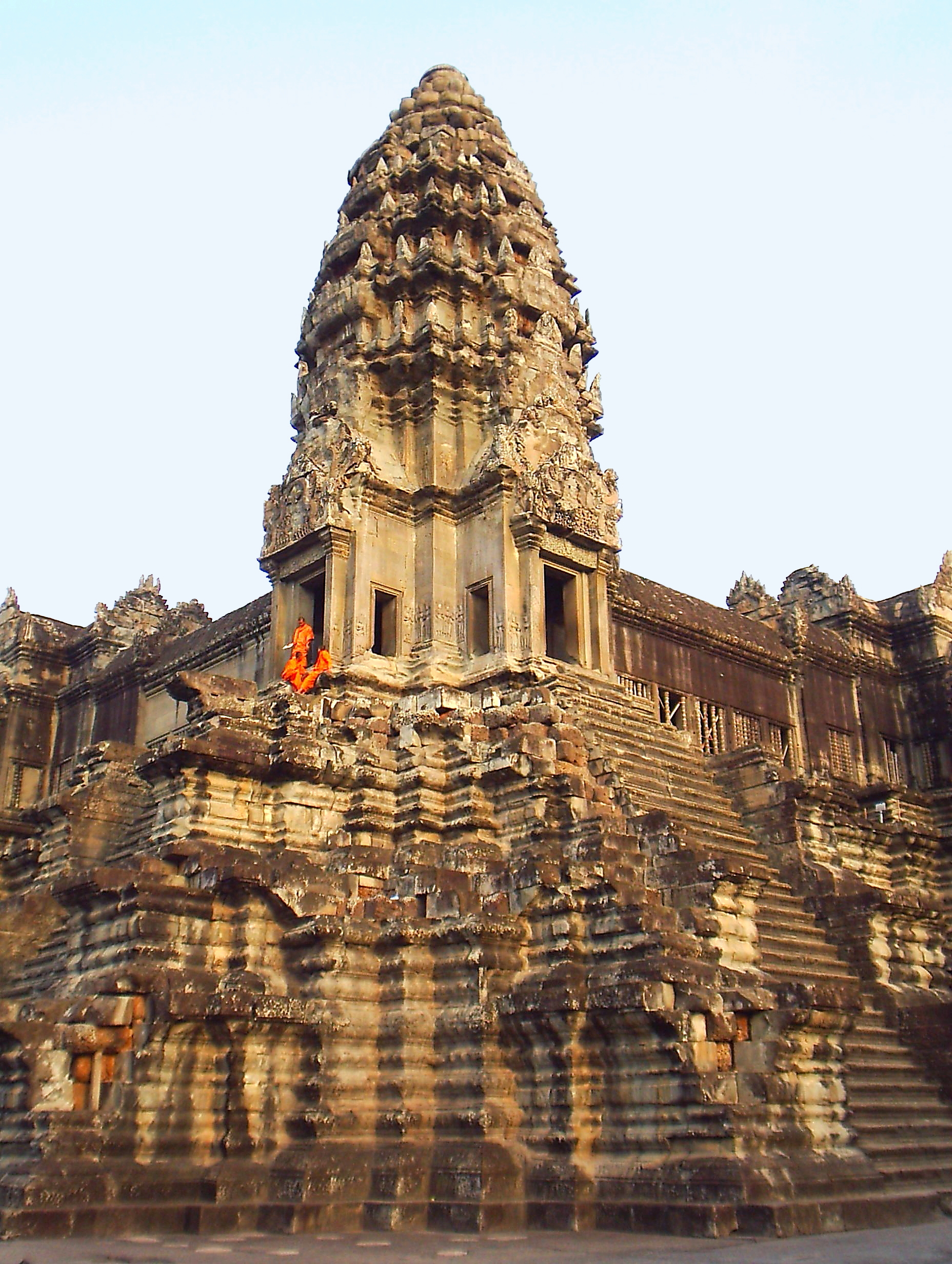
Angkor Vat

La història de Cambodja és la història dels pobles que han ocupat Cambodja, però sobretot n'és la història de l'ètnia majoritària, els khmers; els diferents regnes han desbordat la fronteres actuals del país en temps passats. El poble cambotjà fou un dels primers del sud-est asiàtic a adquirir idees polítiques i institucions polítiques índies, així com a establir regnes centralitzats cobrint vasts territoris propers. El primer regne conegut de l'àrea, Funan, va tenir la màxima esplendor entre els segles V i VI. En fou succeït pel de Chenla, que controlà grans àrees dels estats actuals de Cambodja, Vietnam, Laos i Tailàndia. La primera civilització avançada de Cambodja va aparèixer en el primer mil·lenni de l'era actual, amb la immigració de bramans de l'Índia, que fugien de guerres civils del seu territori i van introduir la religió hinduista, vocables sànscrits i generaren un procés d'agronomia més avançat amb la canalització dels rius. Aquesta fusió entre locals i gent de l'Índia feu que es conformés el Regne de Funan, que va ser substituït pel de Chenla en el 600 sota la influència de l'Imperi indonesià amb seu llavors a Sumatra.

## Imperi khmer

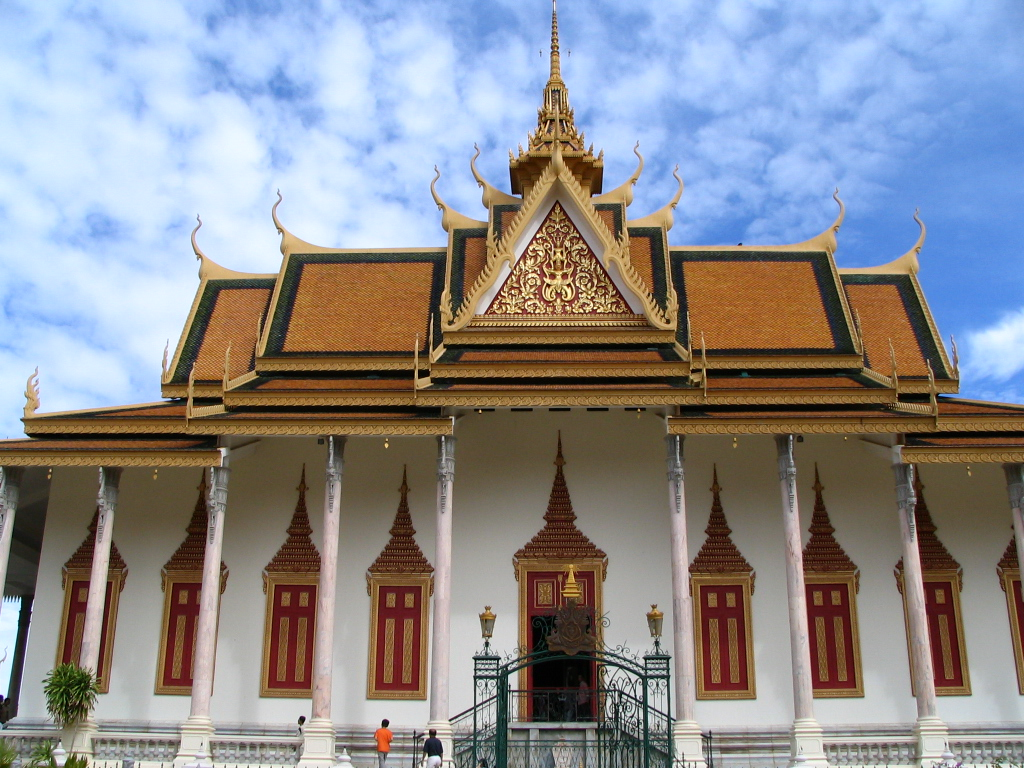
Palau Reial de Phnom Penh

L'edat daurada de la civilització khmer és el període comprès entre els segles IX i xiii. En aquells dies el Regne de Kambuya, que donà nom a Cambodja, va governar sobre extensos territoris des de la seva capital a la regió d'Angkor a l'oest de Cambodja, a la vora del riu Mekong.
A començaments del segle xiii, Kambuya assolia la seva culminació política i cultural. Ultra l'actual Cambodja, el seu territori englobava la zona oriental de Tailàndia, el sud de Laos, i la part meridional del Vietnam fins a l'antic Regne de Txampa.
Alguns factors de la seva decadència foren l'agressivitat dels pobles veïns (especialment els siamesos i els txampa), les conteses interdinàstiques i el deteriorament gradual del complex sistema d'irrigació del qual depenia la producció d'arròs. La monarquia angkoriana va sobreviure fins al 1431, quan els tailandesos van capturar la ciutat i el rei cambodjà s'escapà cap al sud del país.

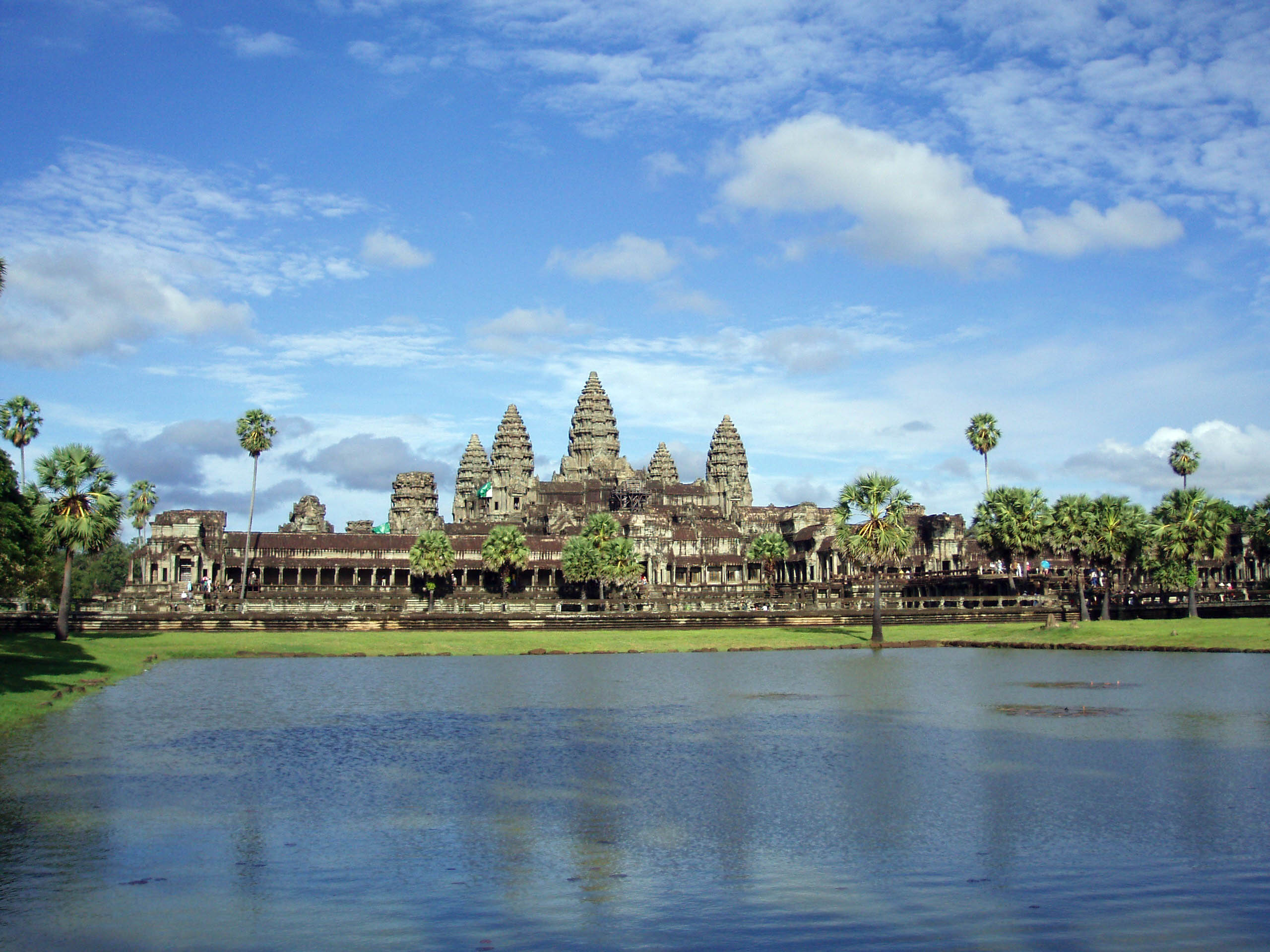
Temple d'Angkor Vat, a prop de la ciutat de Siem Riep

El període entre els segles XV i xix va ser de decadència contínua i pèrdues territorials. Cambodja, però, gaudí d'un breu període de prosperitat durant el segle xvi gràcies al fet que els seus reis van manar construir les capitals a la regió sud-est del Tonlé Sap, la qual cosa va impulsar el comerç amb altres parts d'Àsia. Durant aquest període, el país fou visitat per primera vegada per aventurers i missioners espanyols i portuguesos, com Blas Ruiz d'Hernán González.
La conquesta tailandesa el 1594 marcà la caiguda del país, que passà a dependre dels conflictes dels seus dos estats veïns creixents en poder, Siam i Vietnam. L'establiment del Vietnam al delta de Mekong conduí a l'annexió d'aquesta àrea a les seves possessions territorials cap a finals del segle xvii. En conseqüència, Cambodja perdé un dels seus territoris més rics i la seva sortida al mar. Aquest tipus de pèrdues es van succeir durant la primera meitat del segle xix, ja que aquest estat veí pretenia absorbir per complet la terra cambodjana i integrar els seus habitants a la cultura vietnamita.

## Protectorat francès
Després de segles de decadència, Cambodja va ser convertida en protectorat francès el 1863 i juntament amb Vietnam i Laos va formar part de la Indoxina francesa. El 1867, a canvi del reconeixement de Siam del seu protectorat, França es va comprometre a no annexar el territori cambodjà a la Contxinxina i va reconèixer la possessió tailandesa de les províncies de Battambang i d'Angkor.

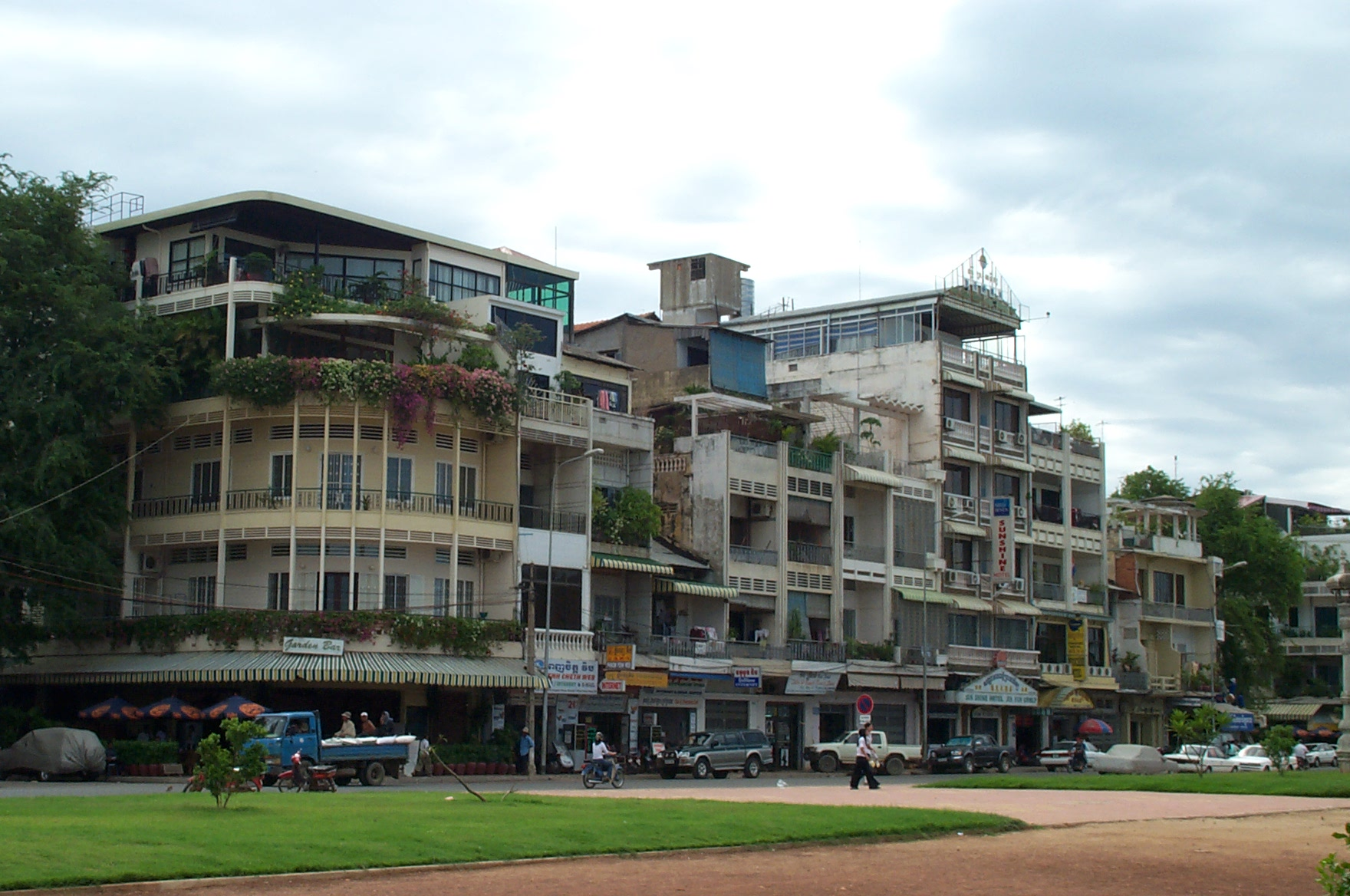
Edificis colonials francesos a Phnom Penh

Durant trenta anys el govern colonial va permetre al rei Norodom I dirigir els afers interiors del país, i se'n reservà els exteriors. Després de la seva mort, el 1904, amb l'ascensió al poder del seu germà Sisowath, els francesos van augmentar el seu poder sobre el tron. La restitució de les dues províncies occidentals que estaven en poder de Siam feu que el poder colonial es consolidés encara més. L'amistat entre els dos països va continuar amb l'hereu Monivong.
Encara que els francesos van construir certa infraestructura a Cambodja, en particular vies de comunicació, aquest desenvolupament va estar encaminat a la integració d'Indoxina, i no a la millora de les condicions dels habitants. En efecte, els cambodjans estaven molt mal representats en les administracions centrals d'Hanoi, la majoria dels professionals i tècnics que treballaven al país eren vietnamites. Per la seva banda, els xinesos controlaven el govern. El 1937, dels 631 estudiants inscrits a la Universitat Indoxina d'Hanoi, només 3 eren cambodjans.
Després de l'ocupació japonesa durant la Segona Guerra Mundial, el país va declarar la seva independència el 1953.

## Sorgiment del nacionalisme khmer i independència
En marcat contrast amb els seus veïns de Cotxinxina i els altres territoris de població vietnamita d'Indoxina, els cambodjans es van mostrar relativament inactius políticament durant les primeres quatre dècades del segle xx. La ficció acuradament mantinguda de govern real va ser probablement el factor més important que va contribuir a això. Les baixes taxes d'alfabetització, que els francesos van ser molt reticents a millorar, també feren molt per mantenir aïllada la gran majoria de la població dels corrents nacionalistes que estaven escombrant altres parts del sud-est d'Àsia.
No obstant això, la consciència nacional va començar a sorgir entre el grapat de khmers amb educació que componien l'elit urbana. Molts dels membres d'aquesta nova elit eren graduats del Liceu Sisowath a Phnom Penh, i criticaven les polítiques colonials franceses, la prevalença de la usura en les zones rurals, la dominació estrangera de l'economia i la manca d'oportunitats per accedir a l'administració pública i als llocs professionals, enfront del tracte de favor donat als vietnamites.
Cambodja va tenir la sort d'escapar al sofriment suportat per la majoria dels altres pobles del sud-est asiàtic durant la Segona Guerra Mundial. Després de l'establiment del règim de Vichy a França el 1940, les forces japoneses van ocupar el Vietnam i van desplaçar les autoritats franceses. A mitjan 1941, van entrar a Cambodja, però van permetre als funcionaris colonials francesos romandre en els seus llocs. Aprofitant la situació, el gener de 1941, les tropes tailandeses havien envaït Cambodja. La lluita a terra romangué indecisa, però els francesos de Vichy van derrotar la marina tailandesa en un enfrontament al golf de Tailàndia. En aquest punt, Tòquio va intervenir i obligà les autoritats franceses a acceptar un tractat pel qual cedien la província de Battambang i part de la de Siem Reap a Tailàndia a canvi d'una petita compensació. L'agressió de Tailàndia, però, tingué un impacte mínim en la vida de la majoria dels cambodjans, fora dels que habitaven a la regió nord-oest del país.
El rei Monivong va morir l'abril de 1941. Encara que el seu fill, el príncep Monireth, havia estat considerat l'hereu aparent, els francesos van triar en el seu lloc Norodom Sihanouk, el besnet del rei Norodom. Sihanouk era un candidat ideal des del seu punt de vista per la seva joventut (tenia dinou anys), la seva falta d'experiència i la seva flexibilitat.
En un esforç per obtenir el suport local en els últims mesos de la guerra, els japonesos van dissoldre l'administració colonial francesa el 9 de març de 1945, i van instar Cambodja a declarar la seva independència dins de l'anomenada esfera de coprosperitat de l'est d'Àsia, controlada per ells. Quatre dies més tard, el rei Sihanouk proclamà la independència de Kamputxea (denominació original en llengua khmer de Cambodja). El 15 d'agost de 1945, el dia en què el Japó es va rendir, es formà un nou govern amb el nacionalista Són Ngoc Thanh en qualitat de primer ministre. Quan les forces aliades van ocupar Phnom Penh l'octubre, Thanh fou arrestat, acusat de col·laboració amb els japonesos, i va ser enviat a l'exili a França. Alguns dels seus partidaris van fugir al nord-oest del país, tot sota el control de Tailàndia, on es van alinear al voltant d'una facció del moviment Khmer Issarak, format originàriament amb l'estímul de Tailàndia en la dècada de 1940.
La situació de Cambodja al final de la guerra era un caos. La França Lliure, al comandament del general Charles de Gaulle, estava decidida a recuperar Indoxina, tot i que oferia a Cambodja i a la resta de la regió un cert grau d'autogovern dins de l'anomenada Unió Francesa. A Phnom Penh, Sihanouk, en qualitat de cap d'estat, es va veure col·locat en una posició summament delicada, tractant d'entaular negociacions amb França per la plena independència i, alhora, tractant de neutralitzar els polítics i simpatitzants del Khmer Issarak, que el consideraven un col·laborador dels francesos. El Khmer Issarak era un moviment guerriller molt heterogeni que operava a les zones frontereres i incloïa esquerrans, nacionalistes antimonàrquics (Khmer Serei) lleials a Son Ngoc Thanh, i simples bandits que aprofitaven el caos per terroritzar els vilatans. Tot i patir diversos revessos (un gran cop va ser l'enderrocament d'un govern amic a Bangkok el 1947), el Khmer Issarak, que operava amb el Viet Minh vietnamita, el 1954 controlava un 50% del territori cambodjà, segons algunes estimacions.
El 1946 els francesos permeteren als cambodjans formar partits polítics i la celebració d'eleccions per a una Assemblea Consultiva que assessorarà el monarca en la redacció de la constitució del país. Els dos principals partits foren encapçalats per prínceps reials. El Partit Democràtic, liderat pel príncep Sisowath Yuthevong, impulsava la independència immediata, reformes democràtiques i el govern parlamentari. Els seus partidaris eren mestres, funcionaris públics, membres actius del clergat budista. Molts demòcrates simpatitzaven amb els mètodes violents del Khmer Issarak. Per la seva banda, el Partit Liberal, liderat pel príncep Norodom Norindeth, representava els interessos de les elits rurals, inclosos els grans terratinents. Preferia conservar d'alguna manera la relació colonial amb França, i advocava per una reforma democràtica gradual. En les eleccions de l'Assemblea Consultiva, celebrada el setembre de 1946, els demòcrates guanyaren 50 de 67 escons.
Amb una sòlida majoria a l'assemblea, els demòcrates redactaren una constitució inspirada en la de la Quarta República Francesa. El poder quedava concentrat en mans d'una Assemblea Nacional, d'elecció popular. Tot i que el reconeixia com a "líder espiritual de l'estat", la constitució reduïa el sobirà a la condició de monarca constitucional. El rei, de mala gana, promulgà la nova Constitució el 6 de maig de 1947.
En les eleccions per a l'Assemblea Nacional de desembre de 1947, els demòcrates van tornar a obtenir una àmplia majoria. Malgrat això, la dissensió dins del partit estava molt estesa. El seu fundador, el príncep Yuthevong, havia mort i cap líder clar havia sorgit com a successor. Durant el període 1948-1949, els demòcrates semblaven units només per la seva oposició a la legislació patrocinada pel rei o pels seus designats. Un tema important fou l'acceptació per part del rei de la independència dins de la Unió Francesa, proposada en un projecte de tractat ofert pels francesos a finals de 1948. Després de la dissolució de l'Assemblea Nacional al setembre de 1949, l'acord es va aconseguir per un intercanvi de cartes entre el rei Sihanouk i el govern francès, i hi entrà en vigor dos mesos després, encara que la ratificació per part de l'Assemblea Nacional del tractat mai es va aconseguir.
El tractat concedí a Cambodja el que Sihanouk anomenà una "independència del 50%": la relació colonial acabava formalment i es donava als cambodjans el control de la majoria de les funcions administratives. Les forces armades cambodjanes reberen llibertat d'acció dins d'una zona autònoma que comprenia les províncies de Battambang i Siem Reap, que Tailàndia havia tornat després de la Segona Guerra Mundial, però que els francesos, en dificultats en altres llocs, no podien controlar. Cambodja, però, tenia l'obligació de coordinar els afers de política exterior amb el Consell Superior de la Unió Francesa, i França conserva un important grau de control sobre el sistema judicial, les finances i les duanes. El control de les operacions militars en temps de guerra, fora de la zona autònoma, romania en mans franceses i a França se li permetia també mantenir bases militars en territori cambodjà. El 1950 Cambodja rebé el reconeixement diplomàtic dels Estats Units i la majoria de les potències no comunistes, però a Àsia només Tailàndia i la República de Corea (Corea del Sud) van brindar el seu reconeixement.
Els demòcrates van aconseguir novament la majoria en la segona elecció per l'Assemblea Nacional el setembre de 1951, i van continuar la seva política d'oposició al rei en pràcticament tots els fronts. El juny de 1952, Sihanouk va suspendre la Constitució, va dissoldre l'Assemblea Nacional i va assumir el control del govern com a primer ministre. Després, creà un Consell Consultiu per suplantar la legislatura i va designar el seu pare, Norodom Suramarit, com a regent, i proclamà la llei marcial el gener de 1953.
Al març de 1953, Sihanouk anà a França per convèncer els francesos de concedir al seu país la independència completa. Però aquests, en principi, no hi accediren. No obstant això, la situació militar s'estava deteriorant a tot Indoxina, i el govern francès, el 3 de juliol de 1953, es declarà disposat a concedir plena independència a Cambodja, Vietnam i Laos. Sihanouk insistí en els seus propis termes, que incloïen el control total de la defensa nacional, la policia, els tribunals i qüestions financeres. Finalment, la policia i el poder judicial foren transferits al control de Cambodja a finals d'agost i, a l'octubre, el país assumí el comandament complet de les seves forces militars. El rei Sihanouk, ara un heroi als ulls del poble, tornà a Phnom Penh triomfant i el dia de la independència se celebrà el 9 de novembre de 1953. El control dels assumptes pendents que afectaven la sobirania, com ara els afers financers i pressupostaris, es van cedir al nou estat de Cambodja el 1954.
Però encara que Cambodja havia aconseguit la independència, la seva situació militar es quedà sense resoldre. Les faccions no comunistes del Khmer Issarak s'havien unit al govern, però el Viet Minh augmentà les seves activitats. L'abril de 1954, diversos batallons del Viet Minh van travessar la frontera cap a Cambodja; les forces reialistes els van fer front, però no van poder forçar-ne la retirada total.
La Conferència de Ginebra, reunida al maig de 1954 amb la finalitat d'aconseguir una pau duradora a Indoxina, estipulà pel que fa a Cambodja que totes les forces del Viet Minh es retirarien dins de noranta dies i que les forces de la resistència cambodjana es desmobilitzarien dins de trenta dies. En un acord separat signat pel representant de Cambodja, els francesos i el Viet Minh van accedir a retirar totes les seves forces del sòl de Cambodja abans d'octubre de 1954.
L'acord de la conferència establí també una Comissió Internacional de Control en tots els estats d'Indoxina. Composta per representants del Canadà, Polònia i l'Índia, tenia com a missió la supervisió de l'alto el foc, la retirada de les tropes estrangeres, l'alliberament dels presoners de guerra, i la conformitat global amb els termes de l'acord. Els francesos i la majoria de les forces del Viet Minh es van retirar en la data prevista a l'octubre de 1954.

## Cambodja sota el govern de Sihanouk
Sihanouk segueix sent una de les figures més controvertides del turbulent sud-est d'Àsia. Els seus admiradors el consideren un dels grans patriotes del país; la insistència a mantenir una estricta neutralitat lliurà Cambodja de la voràgine de la guerra i de la revolució que afectaven el veí Vietnam durant més de quinze anys, abans de ser traït pel seu estret col·laborador Lon Nol. Els seus crítics l'ataquen per la seva vanitat, excentricitats i intolerància davant d'opinions polítiques diferents de la seva.
L'acord de Ginebra va estipular també que s'haurien de celebrar eleccions generals a Cambodja el 1955 i que la Comissió Internacional de Control havia de supervisar-les per garantir-ne l'equitat. Sihanouk va intentar sense èxit que la constitució fos reformada i, el 2 de març de 1955, anuncià la seva abdicació en favor del seu pare, Norodom Suramarit. Després d'adoptar el títol de Samdech (príncep), Sihanouk va explicar que havia pres aquesta decisió per tal de tenir les mans lliures per fer política.
Per enfrontar-se als demòcrates, que eren els favorits per guanyar les eleccions, el príncep Sihanouk creà la seva pròpia organització política, sota l'estrany nom de Sangkum Reastr Niyum (Comunitat Socialista del Poble), comunament coneguda com a Sangkum. El nom és estrany perquè els seus components més importants eren partits de dreta, virulentament anticomunistes. Finalment, en les eleccions de setembre, el nou partit de Sihanouk derrotà decisivament als demòcrates, al Partit Independentista de Son Ngoc Thanh, i l'esquerrà Partit Pracheachon: aconseguí el 83% dels vots i tots els escons de l'Assemblea Nacional. Sihanouk es va convertir així en cap de govern i primer ministre.
El nacionalisme, la lleialtat al monarca, la lluita contra la injustícia i la corrupció, i la protecció de la religió budista, eren els punts principals de la ideologia del Sangkum. El partit adoptà una interpretació particularment conservadora del budisme theravada, comuna als països del sud-est asiàtic, segons la qual les desigualtats socials i econòmiques entre les persones són legítimes pel funcionament del karma. Per a les classes més pobres, la conducta virtuosa i obedient obria la possibilitat de néixer en una posició més alta en una vida futura. El recurs a la religió va guanyar la lleialtat de molts sacerdots budistes del país, que eren un grup d'especial influència a les àrees rurals.
El Sangkum va tornar a triomfar en les eleccions de 1958 i 1962, i se'n convertí en l'únic partit autoritzat. El 1960 va morir el rei Norodom Suramarit i al juny d'aquest mateix any Sihanouk fou nomenat cap d'estat, encara que sense la dignitat de rei.
Malgrat la seva defensa de l'statu quo, sobretot pel que fa als interessos de les elits rurals, Sihanouk adoptà amb el temps algunes mesures d'orientació socialistes. El 1963 el príncep anuncià la nacionalització de la banca, el comerç exterior, i les assegurances com a mitjà de reduir el control estranger de l'economia. El 1964 una empresa comercial de l'estat, la Corporació Nacional d'Exportació i Importació, s'hi establí per manejar el comerç exterior. Els objectius declarats d'aquesta nacionalització eren donar als nacionals khmers, en comptes dels xinesos o dels vietnamites, un paper més important en el comerç nacional, eliminar els intermediaris i conservar divises amb la limitació de les importacions de luxe innecessàries. Però, com a resultat d'aquesta política, la inversió estrangera va desaparèixer ràpidament, i sorgí una cosa similar al "capitalisme d'amics" que es va desenvolupar a les Filipines sota la presidència de Ferdinand Marcos, quan es lliuraren lucratius monopolis estatals als partidaris més fidels de Sihanouk.
Per fer front a les crítiques cada vegada més violentes dels sectors dretans del seu propi partit, Sihanouk declarà que havia de cedir el control de la selecció de candidats i permetria a més d'un candidat del Sangkum competir per cada escó en les eleccions per a l'Assemblea Nacional de setembre de 1966. Els resultats van mostrar un augment sorprenent en el vot conservador en detriment dels elements més moderats i d'esquerra, i el general Lon Nol n'esdevingué primer ministre. Tanmateix, després de resultar ferit en un accident d'automòbil, Lon Nol hi va renunciar a l'abril de 1967. Sihanouk el va reemplaçar amb un centrista de la seva confiança, Son Sann.

## Guerra civil
Durant els anys 1970 i 1980 el país enfrontà una sanguinària guerra civil. El 1970 durant la Guerra del Vietnam, el general Lon Nol enderroca en un cop d'estat al príncep Norodom Sihanouk, que havia abdicat en favor del seu pare per convertir-se en el primer ministre després de la independència. El nou règim s'alinea amb la política nord-americana. Aquest acte condueix el país a una guerra civil connectada amb la del Vietnam fins que amb la retirada de les tropes nord-americanes les guerrilles comunistes dels Khmers Rojos, liderats per Saloth Sar (1925-1998), conegut llavors com a "Camarada Un", prenen Phnom Penh el 24 d'abril de 1975.
Durant la Guerra del Vietnam, l'exèrcit dels Estats Units bombardejà Cambodja, buscant grups guerrillers vietnamites amagats allà. S'estima que les baixes civils en foren unes 600.000 persones. El 1970 Lon Nol va assumir el poder i es va declarar la República Khmer. L'oposició comunista, liderada per Pol Pot, capturà la capital el 1975 i va canviar el nom del país per Kamputxea aplicant un sistema de govern socialista, però de manera tan radical que es generà un gran vessament de sang al país en els següents quatre anys.

## Khmers rojos
Kamputxea Democràtica fou el nom oficial de Cambodja sota el govern comunista de Pol Pot i el seu partit dels khmers rojos entre 1975 i 1979.

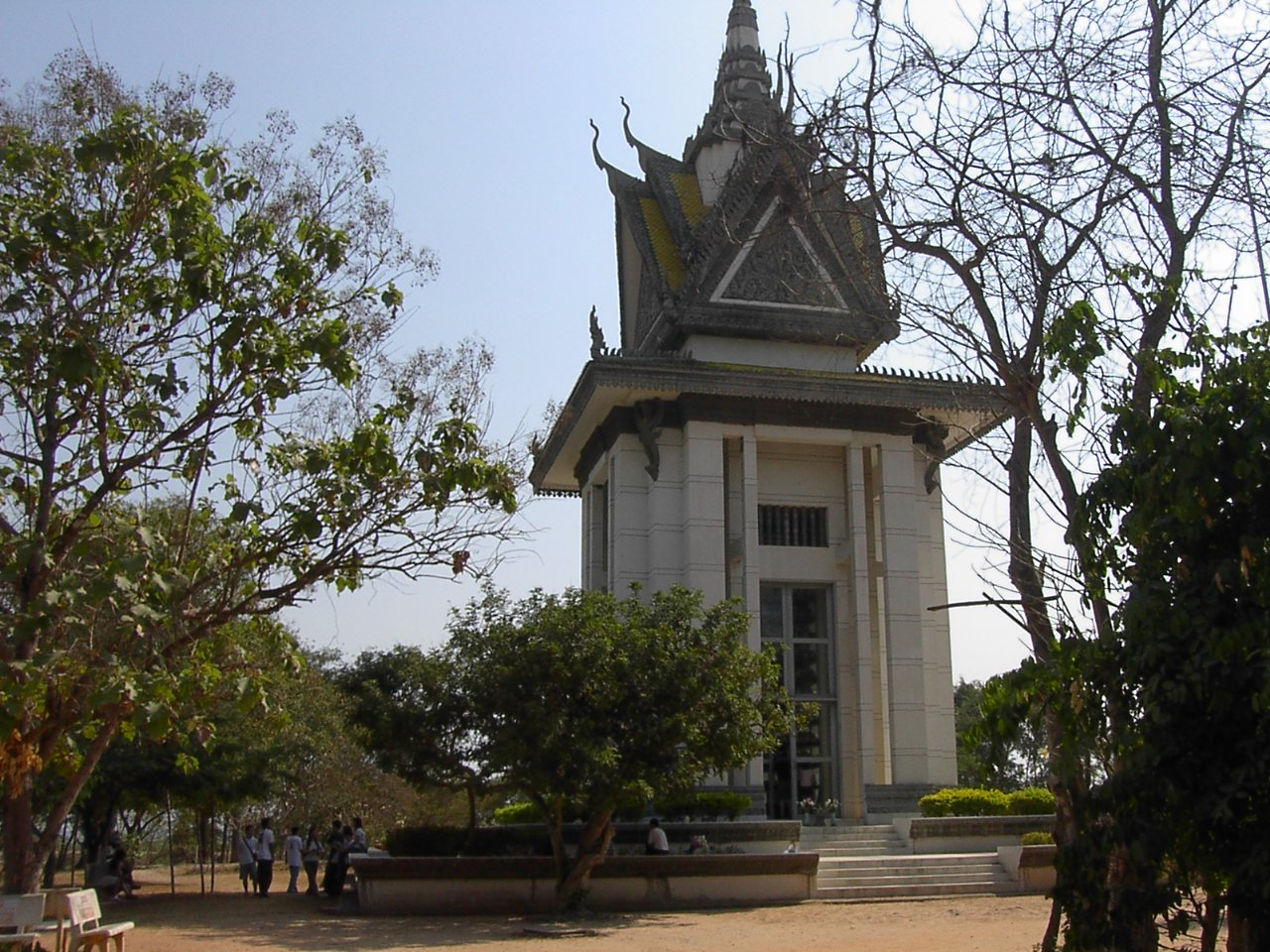
Stupa al camp d'extermini dels Khmers rojos del Memorial Choeung Ek

Durant aquest període prop de dos milions de cambotjans van morir a causa de les polítiques d'extermini del que Pol Pot va anomenar "l'enemic ocult", és a dir, tot allò que considerà contrari al seu pla de construir una nova Cambodja comunista. Aquesta acció generà un altre tipus de conseqüències com fams i epidèmies, que mai van ser ateses.
La seva repercussió més important, però, fou el 1.700.000 víctimes que deixà la repressió desencadenada dins del marc de la recerca de l'"enemic ocult". Es calcula que més d'un quart de la població va morir durant el que es coneix com el genocidi cambodjà.
El període va concloure amb la invasió vietnamita mitjançant una guerra que va durar 17 dies entre desembre de 1978 i gener de 1979 i l'establiment de la República Popular de Kampuchea, estat que va començar la reconstrucció del país.
El seu govern va finalitzar abruptament el 1979 amb una invasió del Vietnam, que va aprofitar la situació cambotjana per a continuar consolidant la seva influència política al sud-est asiàtic.

## Invasió vietnamita
La invasió vietnamita del 1978 posaria fi al govern de Pol Pot. El gener de 1979 s'establí la República Popular de Kamputxea, govern satèl·lit del Vietnam, en què participarien antics membres dels khmers rojos i kamputxeans que havien buscat refugi al Vietnam després d'arribar al poder. Es va establir un sistema educatiu nacional de forta influència vietnamita. L'agricultura va continuar col·lectivitzada. El govern estava controlat pel provietnamita Partit Revolucionari Popular Kamputxeà.
La manca de llibertats i la repressió va continuar aquesta vegada sota la versió prosoviètica vietnamita.
Alhora, alguns antics membres dels khmers rojos i kamputxeans que havien marxat a Tailàndia van formar un govern antivietnamita a l'exili.
Al llarg dels anys 1980, el Vietnam mantenia més de 100.000 soldats a Kamputxea. El conflicte amb forces opositores, unit a les fams, va provocar una alta inestabilitat econòmica. Milers de persones van ser assassinades en enfrontaments. El 1983 el ministre d'afers exteriors de Kamputxea, Hun Sen, passaria a ser el primer ministre del país. Mig milió de cambodjans demanarien asil a Tailàndia durant els anys vuitanta. Més de 300.000 van anar a altres països, principalment a França.
El 1989 el govern nord-americà va promoure un govern de coalició entre antigues organitzacions proamericanes i defensores de l'aliança amb el Vietnam. Sihanouk va passar a ser rei i cap d'estat. Per la seva banda, el seu fill el príncep Ranariddh rivalitzar amb Hun Sen pel control, fins que aquest el va expulsar en un cop d'estat.
A partir del 1989 s'hi començà a aplicar un programa de liberalització econòmica, que posà fi a la col·lectivització de l'agricultura i provocà grans desigualtats socials. El mercat s'obrí a Tailàndia i al Vietnam, països que es van començar a apropiar dels recursos de Cambodja gràcies a negociants que residien al país. Alhora, es va intensificar la lluita entre el govern i els khmers rojos, i passaren aquests a ocupar zones a la part nord del país, comptant amb suport de part de la població, descontenta amb el procés de liberalització econòmica.

## Cambodja moderna
El 1991 les parts en lluita, l'ONU i altres estats van arribar a un acord per acabar amb el conflicte. Consistia en el fet que prengués el poder temporalment un Consell Nacional Suprem format per autoritats de l'ONU i delegats de les diferents representacions del país. El príncep Norodom Sihanouk seria el president del govern. El 1993 el partit monàrquic FUNCINPEC guanyà les eleccions. El govern ratificà una nova constitució, restituí la monarquia i establí el Regne de Cambodja, amb el príncep Sihanouk com a rei (era el seu segon període com a monarca). Després d'aquestes eleccions, cap país reconeixeria el govern a l'exili, que perdé la seva representació a l'ONU i l'ajuda estrangera.

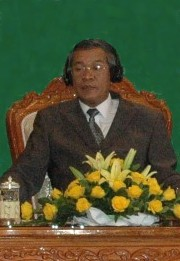
Hun Sen, primer ministre cambodjà

El juliol de 1997 Hun Sen va donar un cop d'estat contra el FUNCINPEC i va substituir al príncep Ranariddh. Es van tornar a celebrar eleccions el 1998 i el Partit Popular de Cambodja i el FUNCINPEC van arribar a un acord pel qual Hun Sen seria primer ministre i Ranariddh el president de l'Assemblea Nacional, i segons el qual es formaria un govern de coalició i es crearia un senat.
Pol Pot va morir el 1998 i en aquest mateix any el rei Norodom Sihanouk concedí una amnistia als principals caps Khmers rojos que malgrat tot no va satisfer a tothom. A començaments de 1999 la majoria dels guerrillers dels Khmers rojos van acceptar el procés de pau ofert i només un reducte en continuà a les províncies del nord-oest. Ta Mok, l'hereu polític de Pol Pot, va ser capturat i acabà els seus anys a la presó (va morir el 2006). La pressió de moltes organitzacions de drets humans tant a nivell nacional com internacional i de l'ONU, va conduir a un llarg procés de negociacions amb el govern d'Hun Sen per avançar un judici contra els dirigents de la Kamputxea Democràtica responsables de la desaparició d'un quart de la població nacional en el que ha estat qualificat de genocidi. El 2006 es va constituir el jurat i a principis de 2007 s'obriria el judici als Khmers rojos.
El 2003 el rei Norodom Sihanouk va abdicar per segona vegada i el Consell Reial va triar com a successor el príncep Norodom Sihamoni, el seu fill, com a rei de Cambodja.